# Conde da Ilha da Madeira
Conde da Ilha da Madeira é um título nobiliárquico criado por D. Miguel I de Portugal, por Decreto de 26 de Outubro de 1833, em favor de D. Álvaro da Costa de Sousa de Macedo.
Titulares
1. D. Álvaro da Costa de Sousa de Macedo, 1.º Conde da Ilha da Madeira.